# Улица Чеботарёва (Минск)
Улица Чеботарёва (бел. Вуліца Чабатарова) — улица в Партизанском районе Минска, одна из улиц Тракторозаводского посёлка.

## История

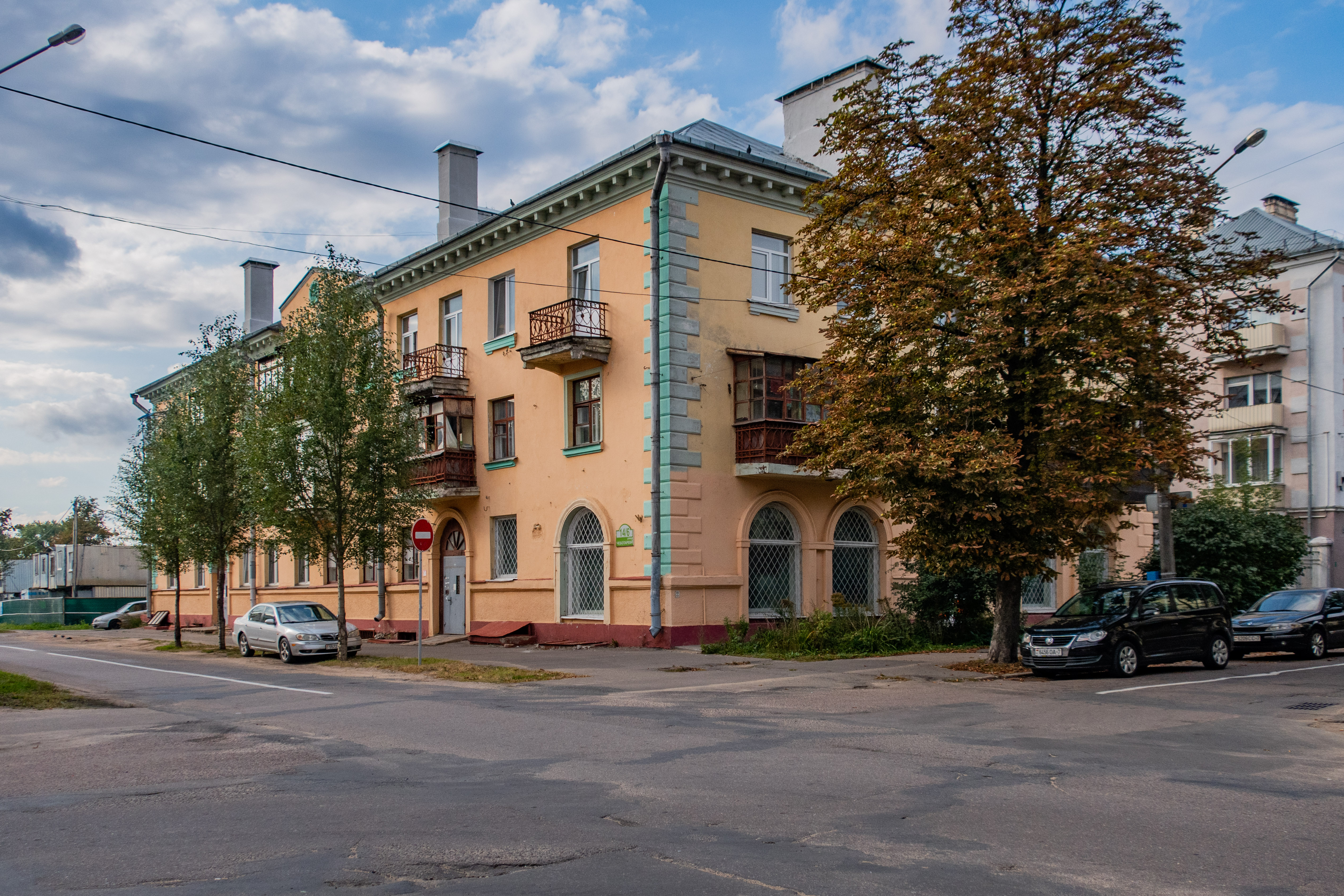
Здание на перекрёстке с улицей Стахановской (Чеботарёва, 14 / Стахановская, 6).

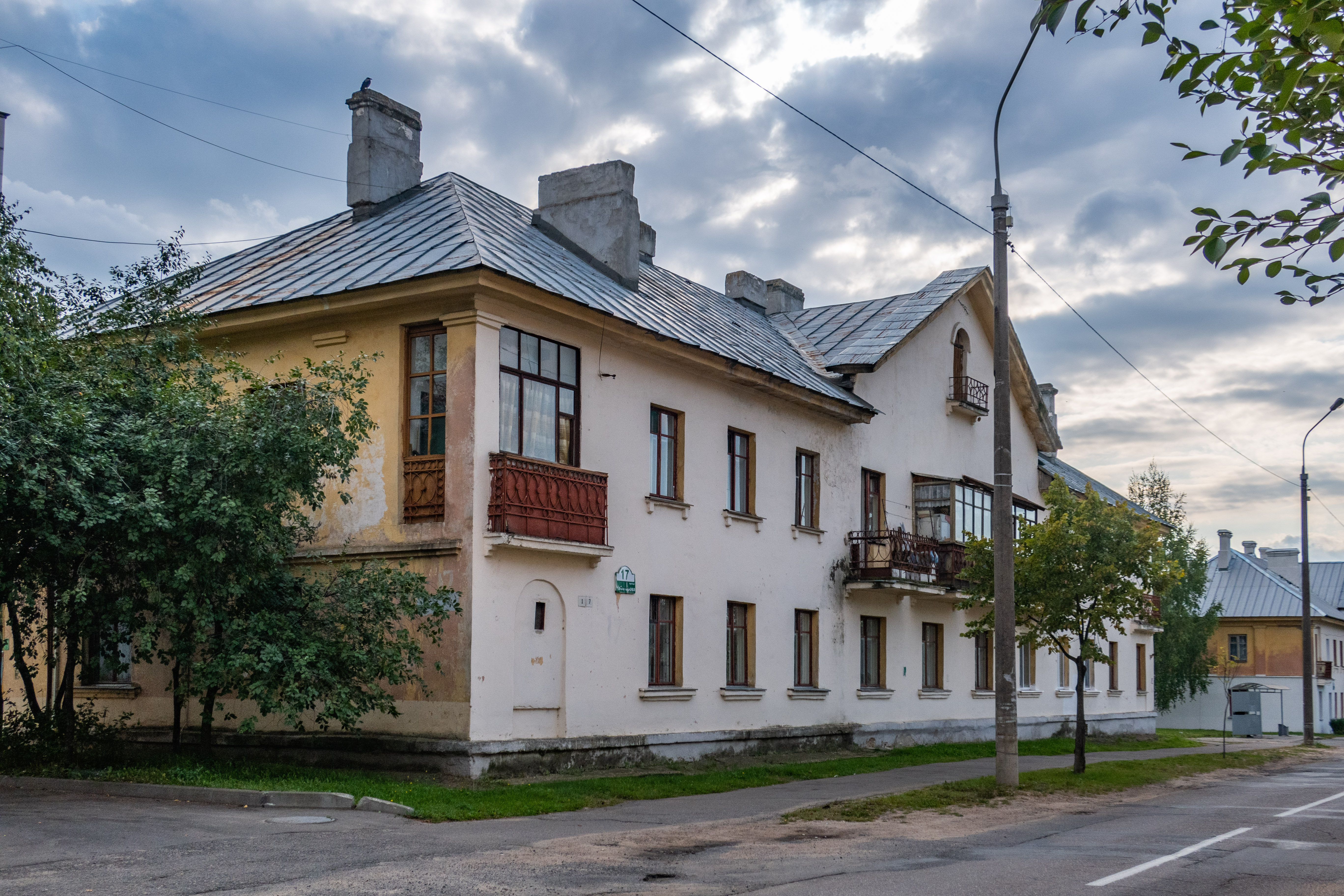
Дом № 17.

Улица появилась одной из первых в Тракторозаводском посёлке, первоначально она называлась Промышленной. В 1976 году переименована в честь Героя Советского Союза Василия Михайловича Чеботарёва, погибшего в ходе операции «Багратион». В память о нём установлена мемориальная доска на доме № 12.

## Описание
Улица начинается на перекрёстке с улицей Долгобродской и ориентирована на юго-запад, здания на начальном участке отсутствуют. На перекрёстке с улицей Олега Кошевого направление улицы смещается к западу. Далее улица пересекает улицу Стахановскую и завершается Т-образным перекрёстком с улицей Щербакова. Нумерация домов — от пересечения с улицей Долгобродской.
Движение по всей улице одностороннее, от улицы Щербакова к Долгобродской. Непосредственное продолжение улицы Чеботарёва после пересечения с Долгобродской улицей — проезд к цехам и стоянкам для сотрудников Минского тракторного завода.

## Застройка
Все здания 2- и 3-этажные, построенные в конце 1940-х — начале 1950-х годов. В 2017 году большая часть квартала в границах улиц Чеботарёва — Стахановской — Клумова — Щербакова была снесена; ожидается строительство на этом учаске многоквартирных домов.

## Транспорт
По улице организовано движение автобусов 43 маршрута в сторону Долгобродской улицы, неподалёку проходят троллейбусные, трамвайные маршруты и расположена станция Минского метрополитена «Тракторный завод».